# Vladimir Konstantinovich Konovalov

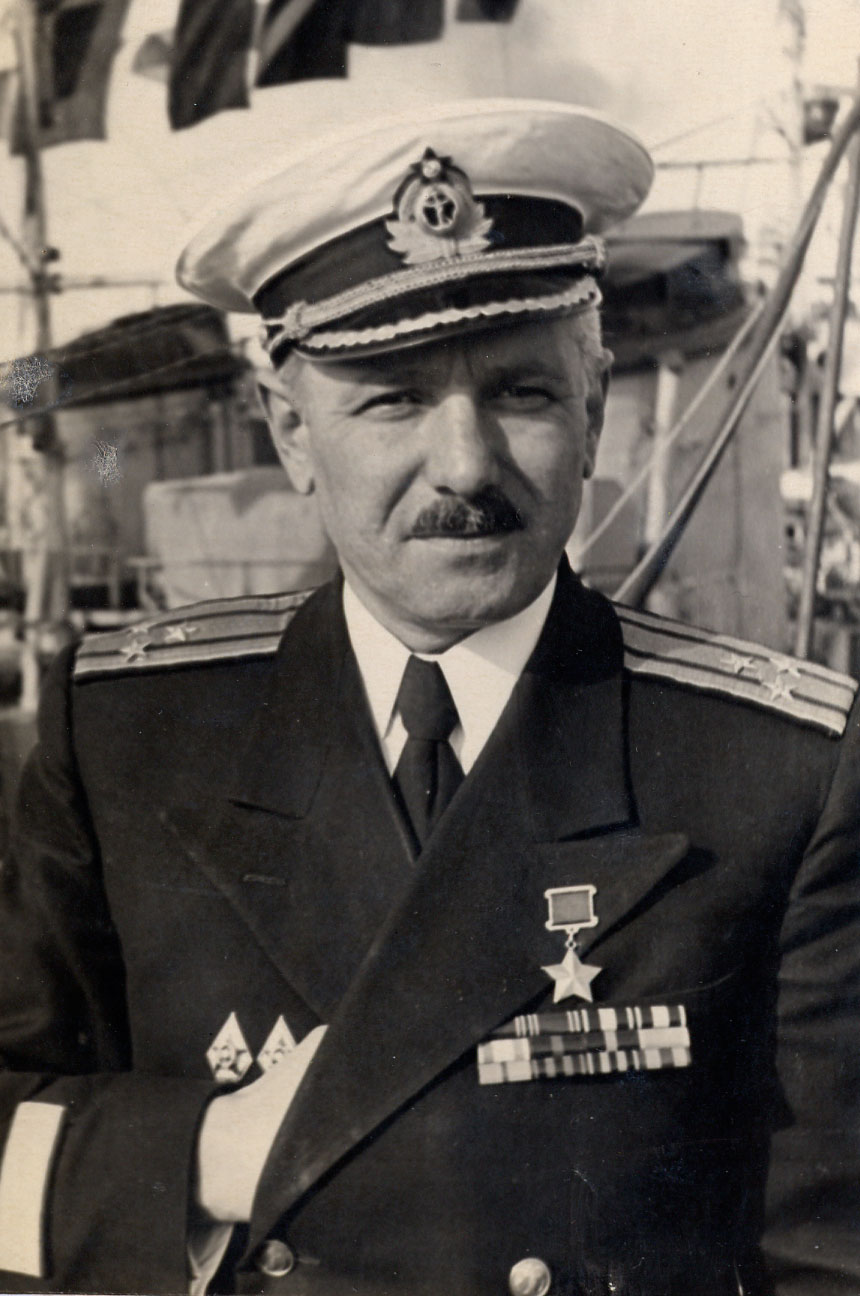
Vladimir Konstantinovich Konovalov

Vladimir Konstantinovich Konovalov (tiếng Nga: Владимир Константинович Коновалов, 5 tháng 12 [lịch Nga cũ: 22 tháng 11] năm 1911 – 29 tháng 11 năm 1967]) là một chỉ huy nổi bật của lực lượng hải quân tàu ngầm Liên Xô trong Chiến tranh thế giới thứ hai, Anh hùng Liên Xô.

## Xuất thân
Ông sinh ra với tên Vulf Kalmanovich Konovalov ở làng Nadiyne (Zaporizhzhia Oblast, thuộc Ukraine ngày nay). Gia đình ông chuyển đến Donetsk khi ông còn nhỏ. Ông học tại Đại học Kỹ thuật Quốc gia Donetsk.

## Binh nghiệp
Ông gia nhập Hải quân Liên Xô năm 1932 và tốt nghiệp Trường Hải quân M. V. Frunze năm 1936. Sau khi tốt nghiệp, ông phục vụ trên các tàu ngầm trong Hạm đội Biển Đen. Bắt đầu từ tháng 10 năm 1940, ông chuyển sang Hạm đội Baltic và được bổ nhiệm làm chỉ huy thứ hai của tàu ngầm Liên Xô L-3, và ông được bổ nhiệm làm chỉ huy của tàu này vào tháng 3 năm 1943.
L-3 là một tàu ngầm quét mìn, nhưng nó cũng tham gia vào các hoạt động tấn công chống lại tàu biển của Đức trong Chiến tranh thế giới thứ hai, và đã thực hiện 11 cuộc tấn công bằng ngư lôi dưới sự chỉ huy của Konovalov.
Ngày 16 tháng 4 năm 1945, Konovalov đánh chìm tàu Goya của Đức, chở dân thường và quân nhân chạy trốn khỏi Mặt trận phía Đông. Ít nhất 6.000 người chết đuối, chỉ có 165 người được cứu. Đó là một trong những thảm họa hàng hải tồi tệ nhất từ trước đến nay. Theo một số phiên bản, L-3 cũng có thể đã đánh chìm một con tàu nhỏ 1411 GRT vào ngày 31 tháng 1 năm 1945, nhưng nó không được xác nhận.
Tàu ngầm của Konovalov cũng đặt 5 xà lan mìn gồm 52 quả thủy lôi trong chiến tranh, một trong số đó đã đánh chìm tàu Henry Lütgens có kích thước 1.141 GRT vào ngày 29 tháng 1 năm 1945. Một tàu phóng lôi T34 cũng có thể bị đánh chìm trên thủy lôi do L-3 đặt vào tháng 11 Ngày 20 năm 1944.
Từ tháng 5 năm 1946 đến tháng 11 năm 1947, ông chỉ huy chiếc N-27 (trước đây là chiếc U-Boat U-3515 Kiểu XXI của Đức). Năm 1950, ông tốt nghiệp Trường Sĩ quan Tham mưu Voroshilov và từ năm 1958 chỉ huy lữ đoàn tàu ngầm của Hạm đội Baltic. Ông được phong quân hàm chuẩn đô đốc vào ngày 7 tháng 5 năm 1966, nhưng qua đời vì đột quỵ vào năm sau đó tại Leningrad.
Trong cuốn sách và bộ phim tiếp theo là Cuộc săn lùng Tháng Mười Đỏ, chiếc tàu ngầm tấn công chạy bằng năng lượng hạt nhân lớp Alfa của Liên Xô hư cấu được đặt tên là V.K. Konovalov.

## Khen thưởng
Ông đã được trao tặng danh hiệu danh dự Anh hùng Liên Xô vì thành tích thời chiến mẫu mực vào ngày 8 tháng 7 năm 1945.
Trong suốt sự nghiệp của mình, Konovalov đã được tặng thưởng Huân chương Lenin (3 lần), Huân chương Ushakov hạng 2, Huân chương Chiến tranh Vệ quốc hạng 1 (2 lần) và Huân chương Sao Đỏ (2 lần).